# Twm o'r Nant
Twm o'r Nant, pseudonimo di Thomas Edwards (Llannefydd, gennaio 1739 – Denbigh, 3 aprile 1810), è stato un poeta e drammaturgo gallese.

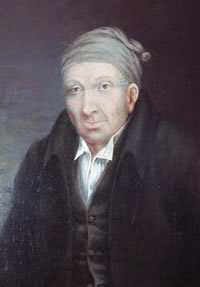
Twm o'r Nant.

Nato a Llannefydd, Denbighshire, regione del nord-est del Galles, diventò famoso per i suoi anterliwtau (interludi), che furono rappresentati, principalmente nella sua terra natale il Galles del nord, da una compagnia di attori girovaghi. Morì a Denbigh nel 1810.